# Dark Medieval Folklore
Dark Medieval Folklore es el primer álbum de estudio de la banda holandesa de folk metal Grimm, publicado en 2006 en el sello GoatowaRex. Este segundo álbum posee canciones remasterizadas de su trabajo en vivo Live in Eindhoven, publicado en 2005, así como canciones inéditas. La mala calidad de audio del álbum es un elemento característico de este; en 2010, Heer Antikrist declaró que "Excepto por el sonido de muy mala calidad en 'Dark Medieval Folklore', estamos muy satisfechos con todos los álbumes" y que "las grabaciones fueron jodidas por el ingeniero de sonido. La fuerza definitivamente, no estaba con nosotros en ese momento".

## Lista de canciones
1. "Traubentritt" – 3:18
2. "Klughtspel der Duyvelsbanders" – 4:37
3. "Kwelduvel" – 6:07
4. "Hekeldicht" – 2:58
5. "De Leeuw van Vlaanderen" – 3:59
6. "Lasterkwaad" – 3:39
7. "Morgenlandsch" – 4:46
8. "Die den Duvel Hale Moge" – 4:30
9. "Germaanse Stampdans" – 3:32